# Wilhelm Wirtemberski-Urach
Fryderyk Wilhelm Aleksander Ferdynand Wirtemberski (ur. 6 lipca 1810 Stuttgart, zm. 17 lipca 1869 Lichtenstein) – hrabia Wirtembergii, książę von Urach.
Syn księcia Wilhelma Wirtemberskiego i Doroty Fryderyki Rhodis von Tunderfelt. Jego ojciec był bratem króla Wirtembergii, Fryderyka I i carycy Marii Fiodorownej
Tak jak jego brat Aleksander Krystian Wirtemberski był z wykształcenia wojskowym. Pasjonował się matematyką, fizyką oraz naukami przyrodniczymi. Był również architektem, zaprojektował zamek Lichtenstein, uważany za wirtemberski odpowiednik zamku Neuschwanstein wybudowanego przez bajkowego króla, Ludwika II Bawarskiego.

## Odznaczenia
- Krzyż Wielki Orderu Korony (Królestwo Wirtembergii)[1]
- Kawaler Orderu Fryderyka (Królestwo Wirtembergii)[1]
- Krzyż Wielki Orderu Danebroga (Królestwo Danii)[1]
- Krzyż Honorowy I Kl. Orderu Hohenzollernów (Hohenzollern-Sigmaringen)[1]

## Życie prywatne
8 lutego 1841 roku ożenił się z księżniczką Teodolindą de Beauharnais (zm. 1 kwietnia 1857), córką Eugeniusza de Beauharnais (syn Józefiny, pasierb Napoleona Bonaparte) i Augusty Amalii. Para miała czworo dzieci:
- Augusta Eugenia (1842–1916)
- Maria Józefina (1844–1864)
- Eugenia Amalia (1848–1867)
- Matylda (1854–1907)

15 lutego 1863 roku ożenił się z Florestyną Grimaldi. W prezencie ślubnym para otrzymała dziedziczny tytuł książąt von Urach. Para miała dwóch synów:
- Wilhelma (1864–1928) – tytularny król Litwy, książę Urach, hrabia Wirtembergii
- Karola (1865–1925)